# Cobia (Dâmbovița)
Cobia es una comuna ubicada en el distrito de Dâmbovița, Rumania.

## Superficie
Posee una superficie de 52,76 kilómetros cuadrados.

## Demografía
Hasta 2021 la población era de 3083 habitantes, con una densidad de población de 58,43 habitantes por kilómetro cuadrado.